# 천안시 동남구의 국회의원

## 행정구역 변천
- 2008년 6월 23일 충청남도 천안시 동남구 설치

## 천안시 동남구의 역대 국회의원
| 대수   | 이름           | 소속정당     | 임기                              | 선거구역 |
| ------ | -------------- | ------------ | --------------------------------- | --- |
| 제19대 | 양승조(梁承晁) | 민주통합당   | 2012년 5월 30일 ~ 2016년 5월 29일 | 천안시 갑: 동남구 일원, 서북구 쌍용2동 |
| 제20대 | 박찬우(朴贊佑) | 새누리당     | 2016년 5월 30일 ~ 2018년 2월 13일 | 천안시 갑: 동남구 목천읍, 북면, 성남면, 수신면, 병천면, 동면, 중앙동, 문성동, 원성1동, 원성2동, 봉명동, 일봉동, 신안동, 서북구 성정1동, 성정2동         |
| 제20대 | 이규희(李揆熙) | 더불어민주당 | 2018년 6월 13일 ~ 2020년 5월 29일 | 천안시 갑: 동남구 목천읍, 북면, 성남면, 수신면, 병천면, 동면, 중앙동, 문성동, 원성1동, 원성2동, 봉명동, 일봉동, 신안동, 서북구 성정1동, 성정2동         |
| 제20대 | 양승조(梁承晁) | 더불어민주당 | 2016년 5월 30일 ~ 2018년 5월 14일 | 천안시 병: 동남구 풍세면, 광덕면, 신방동, 청룡동, 서북구 쌍용1동, 쌍용2동, 쌍용3동                                                                      |
| 제20대 | 윤일규(尹一逵) | 더불어민주당 | 2018년 6월 13일 ~ 2020년 5월 29일 | 천안시 병: 동남구 풍세면, 광덕면, 신방동, 청룡동, 서북구 쌍용1동, 쌍용2동, 쌍용3동                                                                      |
| 제21대 | 문진석(文振碩) | 더불어민주당 | 2020년 5월 30일 ~ 2024년 6월 30일 | 천안시 갑: 동남구 목천읍, 북면, 성남면, 수신면, 병천면, 동면, 중앙동, 문성동, 원성1동, 원성2동, 봉명동, 일봉동, 신안동, 서북구 성정1동, 성정2동         |
| 제21대 | 이정문(李楨文) | 더불어민주당 | 2020년 5월 30일 ~ 2024년 6월 30일 | 천안시 병: 동남구 풍세면, 광덕면, 신방동, 청룡동, 서북구 쌍용1동, 쌍용2동, 쌍용3동                                                                      |
| 제22대 | 문진석(文振碩) | 더불어민주당 | 2024년 6월 30일 ~                 | 천안시 갑: 동남구 청룡동, 목천읍, 북면, 성남면, 수신면, 병천면, 동면, 중앙동, 문성동, 원성1동, 원성2동, 봉명동, 일봉동, 신안동, 서북구 성정1동, 성정2동 |
| 제22대 | 이정문(李楨文) | 더불어민주당 | 2024년 6월 30일 ~                 | 천안시 병: 동남구 풍세면, 광덕면, 신방동, 서북구 쌍용1동, 쌍용2동, 쌍용3동, 불당1동, 불당2동                                                            |

## 같이 보기
- 천안시 갑
- 천안시 병
- 천안시의 국회의원
- 천안시 서북구의 국회의원